# Graf komórkowy
Graf komórkowy – graf płaski, którego wszystkie ściany są utworzone przez drogi zamknięte tej samej długości.